# 徐坰德
徐坰德（韓語：서경덕，1974年—），韩国社会活动家、广告专家。韩国诚信女子大学客座教授、独岛学校首任校长。多年来在慰安妇、独岛（日本称竹岛）等问题上批判日本政府。2020年以来也开始涉足中韩文化之争。

## 經歷
出生于首尔特别市，本科毕业于成均馆大学景观学专业。
2004年2月，获高麗大學园艺学硕士学位。 但是，2016年被发现其硕士论文有64%的抄袭率。
他是高丽大学生命科学学院博士。
2012年，在纽约时报刊登关于慰安妇的广告，表达对日本的抗议。
2013年创立独岛学校，旨在宣传独岛的历史和韩方宣称拥有主权的主张。
2019年1月，携手韩国女星宋慧乔打造韩国历史宣传网站“韩国历史”。

## 中韩文化之争

### 泡菜
2020年12月8日，徐坰德称，已向百度百科就“泡菜”词条中“韩国泡菜源于中国”一表述表示抗议。

### 尹东柱
2020年12月30日，徐坰德因百度百科将朝鲜独立运动诗人尹东柱记载为“中国朝鲜族”向其表示抗议。

### 蔘雞湯
2021年3月30日，徐坰德称，已向百度发邮件，就其词条“蔘雞湯”中有关韓式蔘雞湯起源于廣東的人蔘雞湯的表述表示抗议，并要求删除。

### 吴京运动服
2021年10月5日，徐坰德在社交媒体上提出，韩国电视剧《鱿鱼游戏》在中国的盗版问题，称有很多产品不仅被非法下载，而且还无视版权进行复制。徐垌德贴出一张中国网销售平台上的中国影星吴京（徐坰德原以为是商业模特儿）穿有「中国」字样的绿色运动服与李政宰在《鱿鱼游戏》的服装图片作对比，表示李政宰在电视剧成名后的绿色运动服出现在中国网络销售平台程序上，并告诫中国人「应该尊重其他国家的文化和知识产权」。中方媒体则关注运动服方面，并反驳称吴京所穿的运动服系1947年诞生的梅花牌运动服，反倒是《鱿鱼游戏》的戏服有抄袭嫌疑，并指责徐坰德为了个人利益蓄意编造谣言煽动舆论。然而，徐坰德在Instagram发表的文章内容被指未提到在绿色衣服上印上汉字“中国”一事。而徐坰德向JTBC受访时表示，他当初并不清楚吴京的服装是电影的造型，而愤怒的中国网民完全控制了评论，为了纠正误会而删除了帖文。徐坰德强调，自己想表达的是批评商家利用李政宰在《鱿鱼游戏》中的剧照放入广告宣传这件事的层面之上，却引起大批中国内地网民涌入Instagram留言炮轰，并批评中国网民经常在网络上发起团队攻击。

### 汉服
2021年10月8日，徐坰德在其脸书页面介绍，新列入《牛津英语词典》的韩服被介绍为「韩国传统服装」，对中国的百度将韩服称为「汉服」，并曲解为「源自中国」的描述，是一项具有意义的理程碑。徐坰德宣布正计划根据《牛津英语词典》的内容描述开展一项活动，以便韩服可以在其他国家的字典中列出。2022年，他又向《时尚》杂志致函抗议，指出杂志接受中国大陆YouTuber十音的主张，误将韩国传统服装韩服称为“汉服”是不合理的，并要求《时尚》杂志尽早纠正错误，删除十音所主张的错误信息。

### 农历新年等英文翻譯
2022年1月28日，徐坰德宣布将发起一项将农历新年的英文由Chinese New Year改为Lunar New Year的运动。此外，他还声称中国的“春节”一词起源于韩国。6月23日，徐宣布已要求Google纠正Google翻译网站上将韩国泡菜的中文翻译为“泡菜”的错误。

### 批評張玉安等網紅
2024年5月底，針對原來在南韓活動的中國藝人張玉安在抖音上批評韓國盜竊中國文化，並稱「韓國人的祖先是中國人」的影片，徐舉出李子柒以及十音等例子稱「韓國文化的影響力在全世界越來越受到矚目。中國人的自卑感也越來越強」。

### 石鍋拌飯
2024年9月20日，徐在網上批評中华人民共和国吉林省在2021年將「朝鮮族石鍋拌飯製作技藝」登錄為「省級非物質文化遺產」。